# Trunk
No campo de Desenvolvimento de software, o trunk (também chamado de linha principal) se refere a versão sem nome dentro de uma árvore de arquivos em um Sistema de controle de versão. O trunk geralmente deve ser a base do projeto, no qual o desenvolvimento tem progresso. Se os desenvolvedores estão trabalhando exclusivamente no trunk, ele vai conter a Versão mais atualizada e moderna do projeto, porem geralmente pode ser a versão mais instável. Outra abordagem existente é fazer um branch (ramo ou versão) do trunk, implementar as mudanças neste branch e depois mesclar (fazer um "merge") as alterações de volta no trunk uma vez que esse ramo estiver estável e funcionando. Dependendo do modo de desenvolvimento e da política de commits, o trunk pode conter a versão mais estável, a versão menos estável ou algo intermediário.
Geralmente o principal trabalho do desenvolvedor ocorre no trunk e quando se chega em uma versão estável é feito um branch. Ocasionalmente correções de erros são fundidas com o trunk. Quando o desenvolvimento de versões futuras é feito em branches que não são o trunk, isso é feito em projetos que não se alteram muito, ou então é esperado que essa mudança dure muito tempo para ser desenvolvida até estar pronta para ser incorporada ao trunk.